# 孔彪
孔彪（123年—171年），字元上，东汉官员，鲁国曲阜（今山东曲阜）人。孔子的第19代孙，太山都尉孔宙之弟，孔融兄弟的叔父。
据宋欧阳修《集古录》和赵明诚《金石录》记载，《汉博陵太守孔彪碑》，东汉建宁四年(171)七月立，隶书。碑阳十八行，行四十五字。此碑为故吏崔烈等13人（题名于碑阴）为颂其遗德而立。原石现存山东曲阜孔庙。

## 生平
孔彪初举孝廉，除郎中，博昌长。后历任尚书侍郎、治书御史、博陵太守、下邳相、河东太守等职。以病辞官退养。东汉建宁四年（171年）七月亡故，享年49岁。